# VM i landevejscykling 2017
Verdensmesterskabet i landevejscykling 2017 fandt sted 17. til 24. september 2017 i Bergen i Norge.
Linjeløbet gik gennem Bergen centrum via Loddefjord og omkring nordre Sotra.
Fire byer var kandidater: Innsbruck, Melbourne, Bogotá og Bergen. Bergen blev tildelt mesterskabet af bestyrelsen i Det Internationale Cykelforbund 25. september 2014.
Det var anden gang at VM i landevejscykling blev afholdt i Norge. Første gang var i Oslo i 1993.

## Program
| Dato                  | Kategori                   | Start               | Mål         | Distance                     |
| --------------------- | -------------------------- | ------------------- | ----------- | ---------------------------- |
| Søndag 17. september  | Holdtidskørsel, damer      | Ravnanger, Askøy    | Festplassen | 42,5 km                      |
| Søndag 17. september  | Holdtidskørsel, herrer     | Ravnanger, Askøy    | Festplassen | 42,5 km                      |
| Mandag 18. september  | Enkeltstart, junior damer  | Edvard Griegs plass | Festplassen | 16,1 km                      |
| Mandag 18. september  | Enkeltstart, U23 herrer    | Edvard Griegs plass | Festplassen | 37,2 km                      |
| Tirsdag 19. september | Enkeltstart, junior herrer | Edvard Griegs plass | Festplassen | 21,1 km                      |
| Tirsdag 19. september | Enkeltstart, damer         | Edvard Griegs plass | Festplassen | 21,1 km                      |
| Onsdag 20. september  | Enkeltstart, herrer        | Edvard Griegs plass | Fløyen      | 31,0 km                      |
| Fredag 22. september  | Linjeløb, junior damer     | Festplassen         | Festplassen | 4 omgange, 76,4 km           |
| Fredag 22. september  | Linjeløb, U23 herrer       | Festplassen         | Festplassen | 10 omgange, 191 km           |
| Lørdag 23. september  | Linjeløb, junior herrer    | Rong, Øygarden      | Festplassen | 40 km + 5 omgange, 135,5 km  |
| Lørdag 23. september  | Linjeløb, damer            | Festplassen         | Festplassen | 8 omgange, 152,8 km          |
| Søndag 24. september  | Linjeløb, herrer           | Rong, Øygarden      | Festplassen | 40 km + 12 omgange, 276,5 km |

## Resultater
| Begivenhed:               | Guld: | Tid      | Sølv: | Tid       | Bronze: | Tid       |
| Herrer                    | |          | |           | |           |
| Linjeløb                  | Peter Sagan · Slovakiet | 6:28.11  | Alexander Kristoff · Norge | s.t.      | Michael Matthews · Australien | s.t.      |
| Enkeltstart               | Tom Dumoulin · Holland | 44.41,00 | Primož Roglič · Slovenien | + 57,79   | Chris Froome · Storbritannien | + 1.21,25 |
| Holdtidskørsel            | Team Sunweb | 47.50,42 | BMC Racing Team | + 8,29    | Team Sky | + 22,35   |
| Holdtidskørsel            | Tom Dumoulin (NED) Lennard Kämna (GER) Wilco Kelderman (NED) Søren Kragh Andersen (DEN) Michael Matthews (AUS) Sam Oomen (NED)  | 47.50,42 | Rohan Dennis (AUS) Silvan Dillier (SUI) Stefan Küng (SUI) Daniel Oss (ITA) Miles Scotson (AUS) Tejay van Garderen (USA)              | + 8,29    | Owain Doull (GBR) Chris Froome (GBR) Vasil Kiryjenka (BLR) Michał Kwiatkowski (POL) Gianni Moscon (ITA) Geraint Thomas (GBR)        | + 22,35   |
| Damer                     | |          | |           | |           |
| Linjeløb                  | Chantal Blaak · Holland | 4:06.30  | Katrin Garfoot · Australien | + 28      | Amalie Dideriksen · Danmark | + 28      |
| Enkeltstart               | Annemiek van Vleuten · Holland                                                                                                  | 28.50,35 | Anna van der Breggen · Holland | + 12,16   | Katrin Garfoot · Australien | + 18,93   |
| Holdtidskørsel            | Team Sunweb | 55.41,63 | Boels-Dolmans | + 12,43   | Cervélo-Bigla Pro Cycling | + 28,03   |
| Holdtidskørsel            | Lucinda Brand (NED) Leah Kirchmann (CAN) Floortje Mackaij (NED) Coryn Rivera (USA) Sabrina Stultiens (NED) Ellen van Dijk (NED) | 55.41,63 | Chantal Blaak (NED) Karol-Ann Canuel (CAN) Megan Guarnier (USA) Christine Majerus (LUX) Amy Pieters (NED) Anna van der Breggen (NED) | + 12,43   | Stephanie Pohl (DEU) Lisa Klein (DEU) Clara Koppenburg (DEU) Lotta Lepistö (FIN) Cecilie Uttrup Ludwig (DEN) Ashleigh Moolman (RSA) | + 28,03   |
| Herrer U23                | |          | |           | |           |
| U23 linjeløb              | Benoît Cosnefroy · Frankrig | 4:48.23  | Lennard Kämna · Tyskland | s.t.      | Michael Carbel · Danmark | + 3       |
| U23 enkeltstart           | Mikkel Bjerg · Danmark | 47.06,48 | Brandon McNulty · USA | + 1.05,92 | Corentin Ermenault · Frankrig | + 1.16,65 |
| Junior herrer             | |          | |           | |           |
| Junior herrer linjeløb    | Julius Johansen · Danmark | 3:10.48  | Luca Rastelli · Italien | + 51      | Michele Gazzoli · Italien | + 51      |
| Junior herrer enkeltstart | Tom Pidcock · Storbritannien | 28.02,15 | Antonio Puppio · Italien | + 11,92   | Filip Maciejuk · Polen | + 13,29   |
| Junior damer              | |          | |           | |           |
| Junior damer linjeløb     | Elena Pirrone · Italien | 2:06.17  | Emma Norsgaard Jørgensen · Danmark                                                                                                   | + 12      | Letizia Paternoster · Italien | + 12      |
| Junior damer enkeltstart  | Elena Pirrone · Italien | 23.19,72 | Alessia Vigilia · Italien | + 6,38    | Madeleine Fasnacht · Australien | + 42,32   |

## Medaljeoversigt
| Placering | Land           | Guld | Sølv | Bronze | Total |
| --------- | -------------- | ---- | ---- | ------ | ----- |
| 1         | Holland        | 4    | 2    | 0      | 6     |
| 2         | Italien        | 2    | 3    | 2      | 7     |
| 3         | Danmark        | 2    | 1    | 2      | 5     |
| 4         | Tyskland       | 1    | 1    | 1      | 3     |
| 5         | Storbritannien | 1    | 0    | 2      | 3     |
| 6         | Frankrig       | 1    | 0    | 1      | 2     |
| 7         | Slovakiet      | 1    | 0    | 0      | 1     |
| 8         | USA            | 0    | 2    | 0      | 2     |
| 9         | Australien     | 0    | 1    | 3      | 4     |
| 10        | Norge          | 0    | 1    | 0      | 1     |
| 10        | Slovenien      | 0    | 1    | 0      | 1     |
| 12        | Polen          | 0    | 0    | 1      | 1     |
| Total     | Total          | 12   | 12   | 12     | 36    |